# اووکدیل (لوئیزیانا)
اووکدیل (به انگلیسی: Oakdale) شهری در ایالت لوئیزیانا کشور ایالات متحده آمریکا است که جمعیت آن در سرشماری سال ۲۰۱۰ میلادی، ۷٬۷۸۰ نفر بوده‌است.